# Vilayet de Sivas
1867–1922
Entités précédentes :
- Eyalet de Roum

Entités suivantes :
- République de Turquie

Le vilayet de Sivas (en turc ottoman : ولايت سيوس, Vilâyet-i Sivas) est un vilayet de l'Empire ottoman. Créé en 1867, il disparaît en 1922. Sa capitale est Sivas.

## Subdivisions
- Sandjak de Sivas 
  - Sivas, Bünyan, Şarkışla, Hafik, Darende, Divriği, Aziziye, Kangal, Zara, Gürün, Yıldızeli
- Sandjak d'Amasya
  - Amasya, Havza, Mecitözü, Vezirköprü, Gümüşhacıköy, Merzifon, Ladik
- Sandjak de Karahisar-ı Şarki
  - Şebinkarahisar, Alucra, Hamidiye, Suşehri (Endires jusqu'en 1875), Koyulhisar
- Sandjak de Tokat, détaché du sandjak de Sivas en 1880 avec les deux cazas d'Erbaa et Zile pris au sandjak d'Amasya, et le caza de Niksar pris au vilayet de Trébizonde
  - Tokat, Erbaa, Zile, Niksar, Reşadiye